# ماركوس مورتون (سياسي)
ماركوس مورتون (بالإنجليزية: Marcus Morton)‏ هو محامي وقاضي وسياسي أمريكي، ولد في 19 ديسمبر 1784 في فريتاون في الولايات المتحدة، وتوفي في 6 فبراير 1864 في تونتون في الولايات المتحدة. نشط حزبياً في الحزب الجمهوري الديمقراطي والحزب الديمقراطي.

## مناصب
- انتخب نائب حاكم ماساتشوستس [الإنجليزية]‏ (31 مايو 1824 – 26 مايو 1825).
- انتخب حاكم ماساتشوستس [الإنجليزية]‏ (17 يناير 1843 – 9 يناير 1844).
- انتخب عضو مجلس نواب ماساتشوستس.
- انتخب عضو مجلس النواب الأمريكي.